# セボルガ
セボルガ（イタリア語: Seborga）は、イタリア共和国リグーリア州インペリア県にある、人口約300人の基礎自治体（コムーネ）。
イタリアからの「独立」を宣言し、「セボルガ公国」を自称していることで知られるが、本項ではイタリア共和国内のコムーネとして見た場合のセボルガを記述する。

## 地理

### 位置・広がり
インペリア県西南部に所在し、サンレーモから西北西へ7km、モナコから東北東へ約24km、県都インペリアから西南西へ約29km、州都ジェノヴァからは西南へ約118kmの距離にある。
地中海に面したボルディゲーラから北東へ6km離れた山中に位置する小さな村で、コムーネの面積は4.91 km2と、インペリア県の中でも小さな部類に入る。

#### 隣接コムーネ
隣接するコムーネは以下の通り。
- ペリナルド - 北
- サンレーモ - 東
- オスペダレッティ - 南
- ヴァッレボーナ - 南西

村につながる主要道路は、南西へヴァッレボーナを経てボルディゲーラに降りている。

### 地勢
本村は、2つの大きな尾根に挟まれて西南側に開けた谷の間に隆起した、標高500mほどの尾根上に位置する。

### 主要な集落
セボルガ本村の西南には、ファーシャ・ピアーナ（Fascia Piana）の集落があり、北へ約2kmの地点にはペリナルド村に含まれるネジ（Negi）の集落がある。

### 地震分類
イタリアの地震リスク階級 (it) では、2 に分類される
。

## 歴史

### 中世
古代には Castrum Sepulcri の名で呼ばれた。その後、Sepulcri Burgum、Sepolcarum、Serporca へと地名は変化し、最終的にセボルガ（Seborga）になった。また、別名としては Castello dei Quattro Bastioni もあった。
中世、現在のセボルガ一帯はヴェンティミーリア伯の領地であった。954年、レリノ（レランス島、現フランス領）にベネディクト会のレリノ修道院 (Lérins Abbey) が設立されると、ヴェンティミーリア伯は、セボルガ一帯をレリノ修道院に寄進した（このとき同時に、広大な荘園を持っていたヴェンティミーリアのサンミケーレ教会 (it:Chiesa di San Michele Arcangelo (Ventimiglia)) もレリノ修道院に寄進されている）。セボルガの領主であるレリノ修道院長 (it:Abbazia di Lerino) は、1079年に神聖ローマ帝国から公爵に叙せられている。
1118年、この地の領主はベネディクト会の改革運動から生まれたシトー会に移った。これ以後、約600年にわたってシトー会がこの地を治めることになる。

### 近代
1729年1月20日、セボルガはサルデーニャ王であるサヴォイア家のヴィットーリオ・アメデーオ2世によって購入された。
1748年のアーヘンの和約で、セボルガはジェノヴァ共和国に譲渡されたが、ナポレオン戦争後の1814年のウィーン会議によってジェノヴァ共和国はサルデーニャ王国に併合された。1861年、サルデーニャ王国を母体としてイタリア王国が建国される。

### 第二次世界大戦後
1960年代から、花卉共同組合長ジョルジョ・カルボーネによって、セボルガ公国（セボルガ公爵領）の歴史的な独立を回復する主張が行われるようになった。1963年にはイタリア共和国からの「独立」が宣言され、ジョルジョは「セボルガ公ジョルジョ1世」として「即位」した。ジョルジョ1世は2009年11月25日に死去するまでその地位にあった。

## 行政

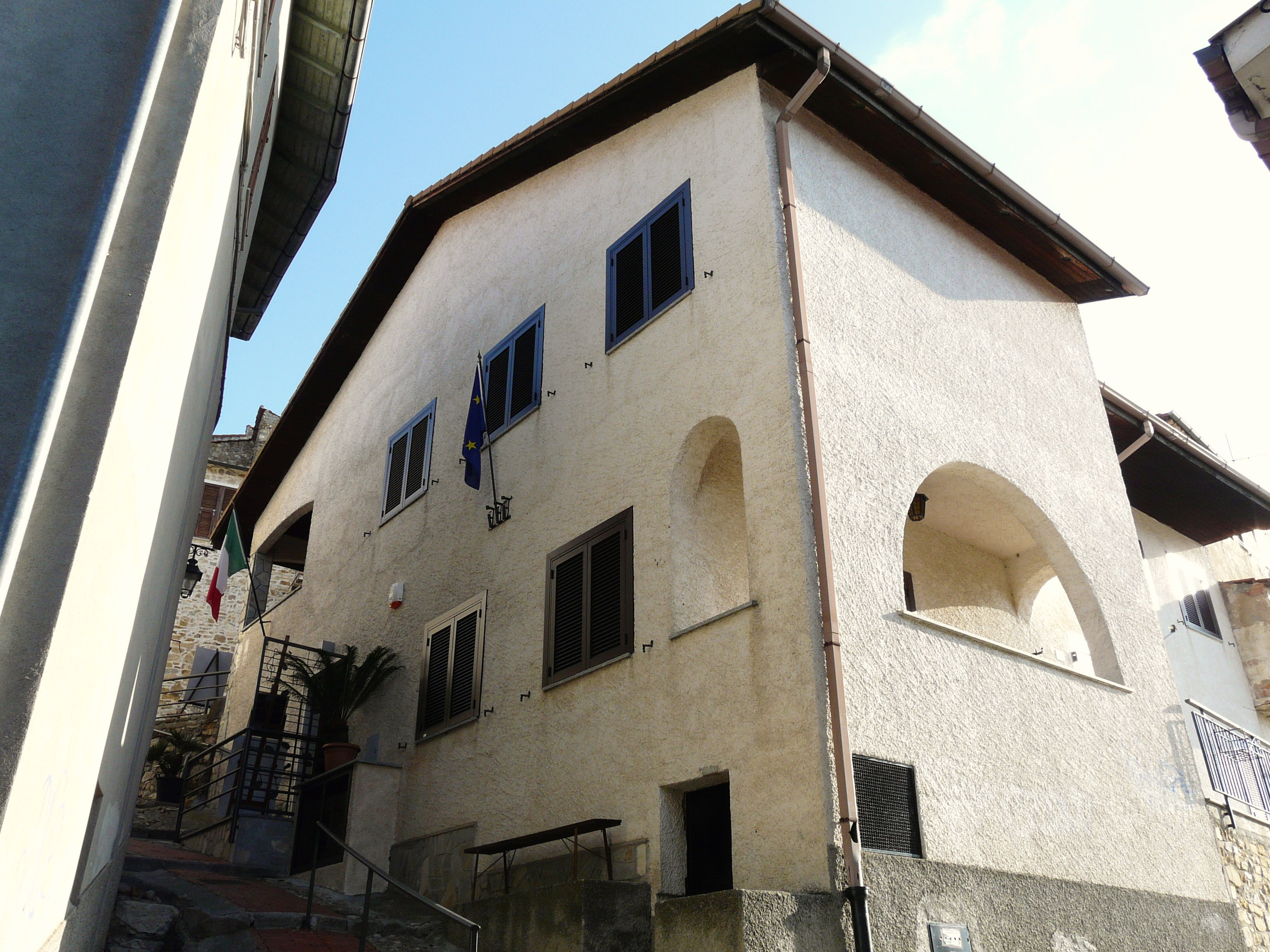
セボルガの村役場

「独立」を宣言したといえ「セボルガ公国」とイタリア共和国の間に緊張関係はない。イタリア共和国はセボルガを一自治体として扱っており、法の執行をはじめ公衆衛生・通信・学校などの公益サービスを提供している。また、セボルガの住民たちもイタリア共和国に税を納め、国政・地方選挙に参加している。2001年のイタリア上院選挙において、セボルガの投票率は84.21%であった。

## 社会

### 産業・経済
主要な産業は、観光業と園芸業である。
農業、とくにオリーブや草花の栽培・収穫が盛んなことで知られる。また、「セボルガ公国」として有名になったおかげで、村を訪れる観光客も増えた。過度な商業的開発にさらされていなかったのも観光地としての魅力となり、「公国」の歴史的な中心地域は活気を取り戻している。

### 人口

#### 居住地区別人口
国立統計研究所（ISTAT）は居住地区（Località abitata）別の人口として以下を掲げている。統計は2001年時点。
| 地区名       | 標高    | 人口 | 備考 |
| ------------ | ------- | ---- | ---- |
| SEBORGA      | 175/920 | 340  |      |
| SEBORGA *    | 500     | 193  |      |
| Fascia Piana | 395     | 73   |      |
| Case Sparse  | -       | 74   |      |

- ISTATは統計上、家屋密度の高い集落 centro abitato、密度の低い集落 nucleo abitato 、集落を形成していない case sparse の区分を用いている。上の表で地名が大文字で示されているものが centro abitato である。「*」印が付されているのは、役場 la casa comunale の置かれている地区。

## 交通
セボルガはインペリア県道57号線に沿っている。高速道路からアクセスする場合、A10 (it:Autostrada A10 (Italia)) のボルディゲーラで降りるのが近い。
鉄道の最寄り駅は、ヴェンティミリア＝ジェノヴァ線 (it:Ferrovia Genova-Ventimiglia) のボルディゲーラ駅 (it:Stazione di Bordighera) である。

## 文化・観光・施設
「イタリアの最も美しい村」クラブ加盟コムーネである。
村の最も大きなイベントは、守護聖人である聖ベルナルドの祭り（8月20日）である。

## ギャラリー

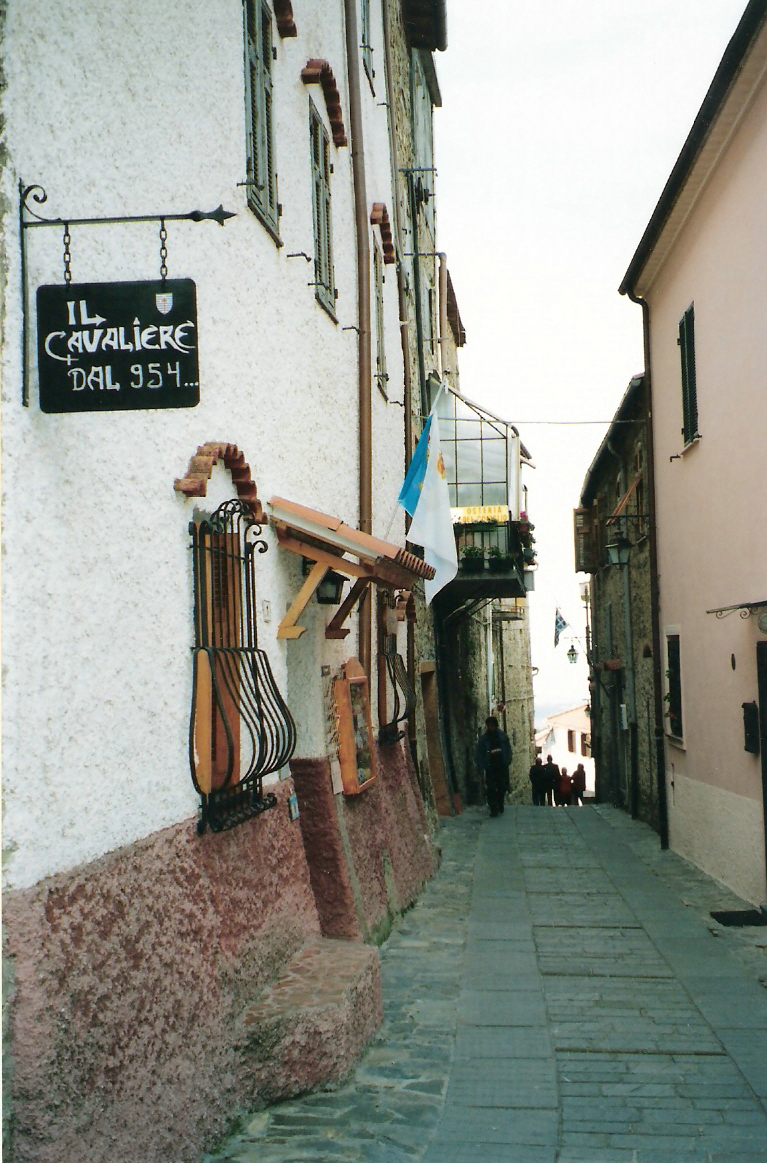
セボルガの目抜き通り
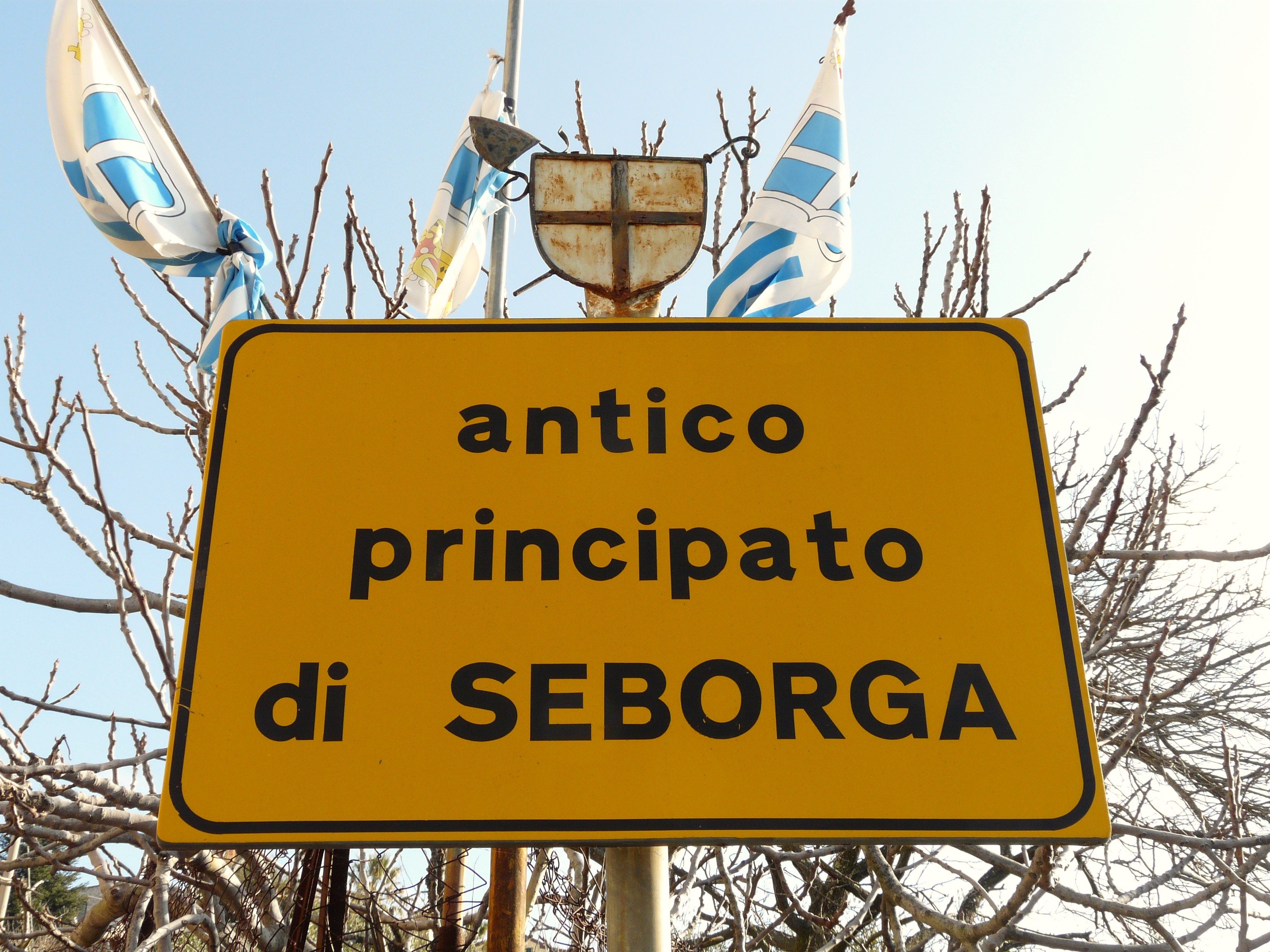
町に立つ看板。「旧セボルガ公国」と記されている。
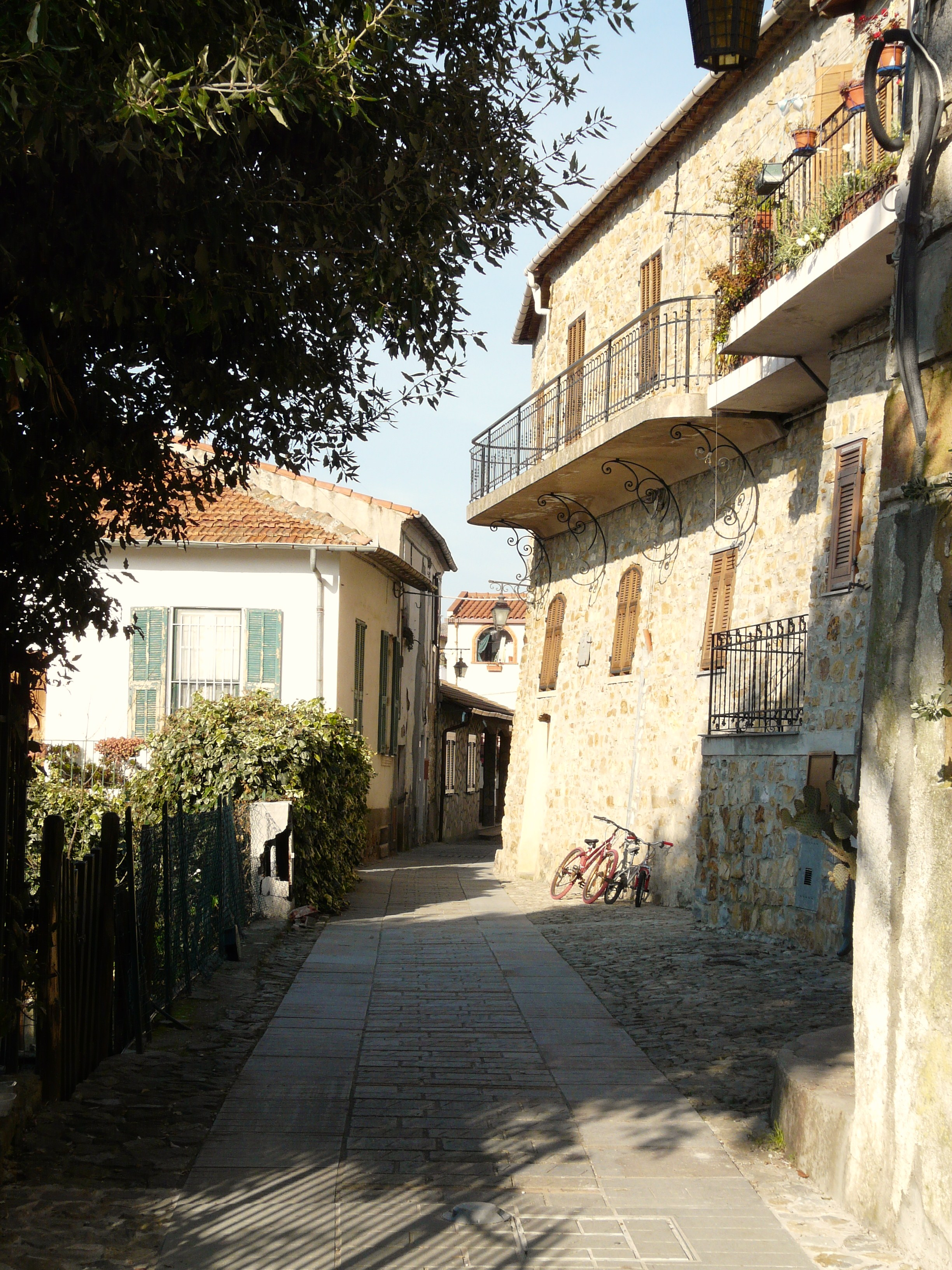
セボルガの街並み
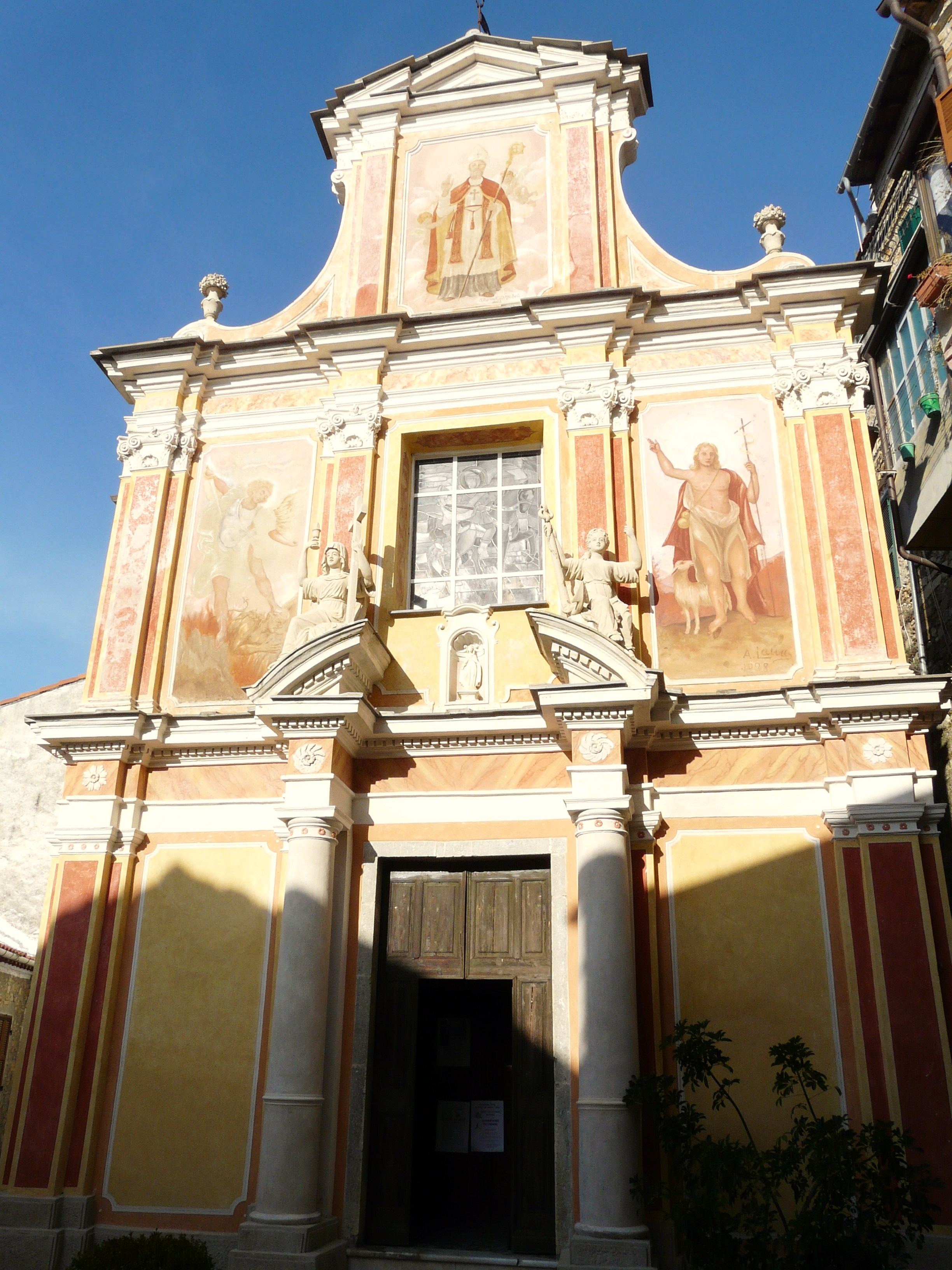
サンマルチノ教会の外観
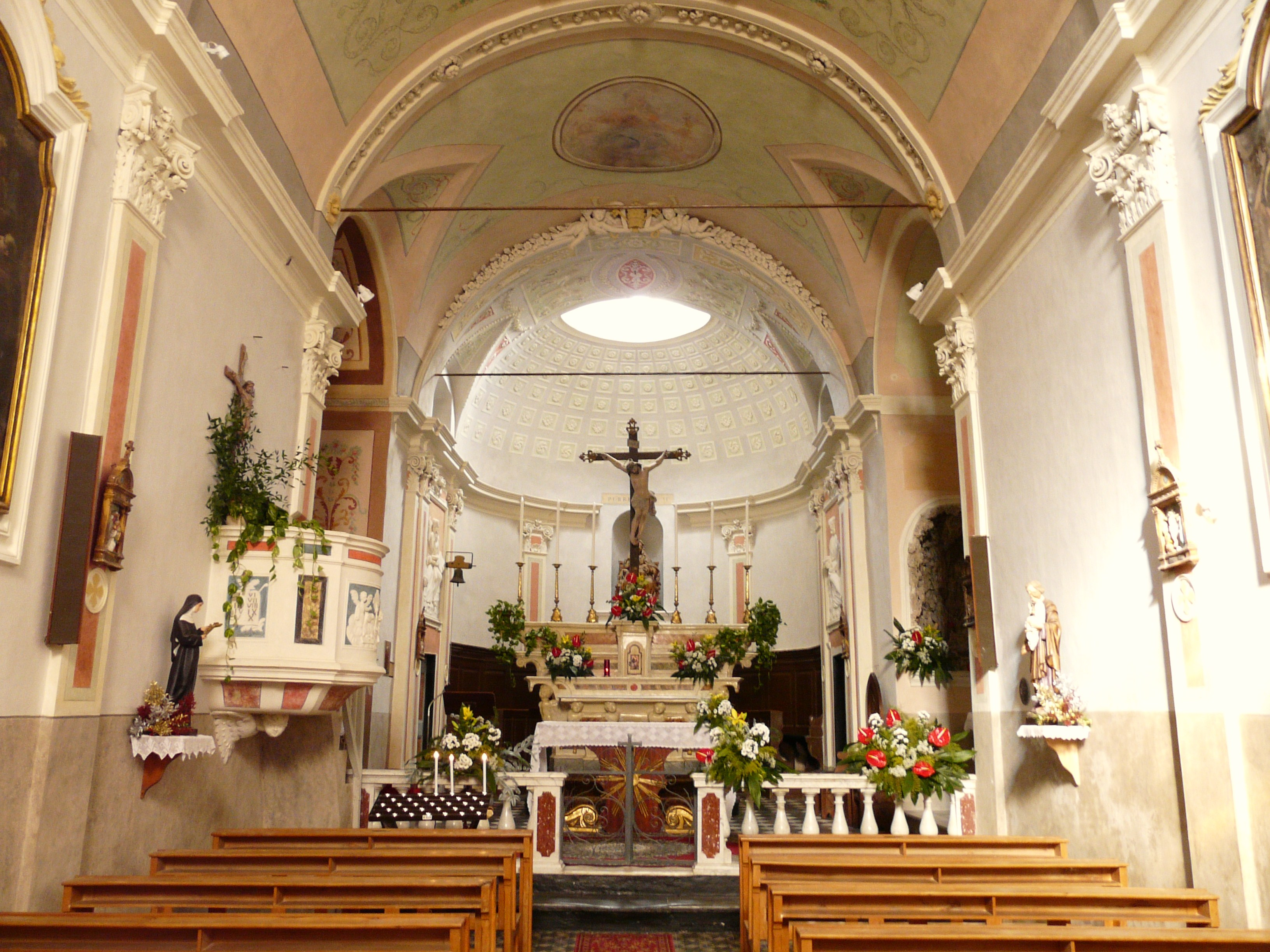
サンマルチノ教会の内部

## 姉妹都市
- レスカレーヌ (L'Escarène) （フランス・アルプ＝マリティーム県）
レスカレーヌは、セボルガから直線距離にして27kmほど西にある町である。